# Halowe mistrzostwa Europy w lekkoatletyce
Halowe Mistrzostwa Europy w lekkoatletyce – międzynarodowe zawody sportowe, organizowane cyklicznie przez European Athletics, mające na celu wyłonienie najlepszych europejskich lekkoatletów danej konkurencji w halowej odmianie tej dyscypliny.
Oficjalne zmagania lekkoatletów na obiektach zamkniętych w Europie rozpoczęto w 1966, lecz pierwsze cztery edycje nosiły miano Europejskich Igrzysk Halowych (przeprowadzano je corocznie). Od 1970 impreza oficjalnie nazywana jest Mistrzostwami Europy. Do 1990 odbywała się w cyklu rocznym, a od 1990 co dwa lata: pierwotnie – w latach parzystych, zaś od 2005 – w latach nieparzystych (jedyna przerwa trzyletnia miała miejsce – pomiędzy 2002 i 2005 – w momencie zmiany cyklu rozgrywania mistrzostw).

## Edycje

### Europejskie Igrzyska Halowe
| Lp. | Edycja   | Miasto   | Państwo        | Termin           | Obiekt              | Najlepsza reprezentacja |
| --- | -------- | -------- | -------------- | ---------------- | ------------------- | ----------------------- |
| 1.  | EIH 1966 | Dortmund | RFN            | 27 marca 1966    | Westfalenhallen     | RFN                     |
| 2.  | EIH 1967 | Praga    | Czechosłowacja | 11–12 marca 1967 | Sportovni hala      | ZSRR                    |
| 3.  | EIH 1968 | Madryt   | Hiszpania      | 9–10 marca 1968  | Palacio de Deportes | ZSRR                    |
| 4.  | EIH 1969 | Belgrad  | Jugosławia     | 8–9 marca 1969   | Belgradzki Sajam    | NRD                     |

### Halowe Lekkoatletyczne Mistrzostwa Europy
| Lp. | Edycja   | Miasto        | Państwo         | Termin                   | Obiekt                        | Najlepsza reprezentacja |
| --- | -------- | ------------- | --------------- | ------------------------ | ----------------------------- | ----------------------- |
| 1.  | HME 1970 | Wiedeń        | Austria         | 14–15 marca 1970         | Wiener Stadthalle             | ZSRR                    |
| 2.  | HME 1971 | Sofia         | Bułgaria        | 13–14 marca 1971         | Festiwalna                    | ZSRR                    |
| 3.  | HME 1972 | Grenoble      | Francja         | 11–12 marca 1972         | Palais des Sports             | NRD                     |
| 4.  | HME 1973 | Rotterdam     | Holandia        | 10–11 marca 1973         | Rotterdam Ahoy                | RFN                     |
| 5.  | HME 1974 | Göteborg      | Szwecja         | 9–10 marca 1974          | Scandinavium                  | Polska                  |
| 6.  | HME 1975 | Katowice      | Polska          | 8–9 marca 1975           | Spodek                        | NRD                     |
| 7.  | HME 1976 | Monachium     | RFN             | 21–22 lutego 1976        | Olympiahalle                  | ZSRR                    |
| 8.  | HME 1977 | San Sebastián | Hiszpania       | 12–13 marca 1977         | Velódromo de Anoeta           | NRD                     |
| 9.  | HME 1978 | Mediolan      | Włochy          | 11–12 marca 1978         | Palasport di San Siro         | NRD                     |
| 10. | HME 1979 | Wiedeń        | Austria         | 24–25 lutego 1979        | Ferry-Dusika-Hallenstadion    | NRD                     |
| 11. | HME 1980 | Sindelfingen  | RFN             | 1–2 marca 1980           | Glaspalast Sindelfingen       | RFN                     |
| 12. | HME 1981 | Grenoble      | Francja         | 21–22 lutego 1981        | Palais des Sports             | NRD                     |
| 13. | HME 1982 | Mediolan      | Włochy          | 6–7 marca 1982           | Palasport di San Siro         | RFN                     |
| 14. | HME 1983 | Budapeszt     | Węgry           | 5–6 marca 1983           | Budapest Sportscarnok         | ZSRR                    |
| 15. | HME 1984 | Göteborg      | Szwecja         | 3–4 marca 1984           | Scandinavium                  | Czechosłowacja          |
| 16. | HME 1985 | Pireus        | Grecja          | 2–3 marca 1985           | Stadion Pokoju i Przyjaźni    | NRD                     |
| 17. | HME 1986 | Madryt        | Hiszpania       | 22–23 lutego 1986        | Palacio de Deportes           | NRD                     |
| 18. | HME 1987 | Liévin        | Francja         | 21–22 lutego 1987        | Arena Stade Couvert de Liévin | ZSRR                    |
| 19. | HME 1988 | Budapeszt     | Węgry           | 5–6 marca 1988           | Budapest Sportscarnok         | NRD                     |
| 20. | HME 1989 | Haga          | Holandia        | 18–19 lutego 1989        | Houtrust                      | ZSRR                    |
| 21. | HME 1990 | Glasgow       | Wielka Brytania | 3–4 marca 1990           | Kelvin Hall                   | ZSRR                    |
| 22. | HME 1992 | Genua         | Włochy          | 28 lutego – 1 marca 1992 | Palasport di Genova           | WNP                     |
| 23. | HME 1994 | Paryż         | Francja         | 11–13 marca 1994         | Bercy Arena                   | Rosja                   |
| 24. | HME 1996 | Sztokholm     | Szwecja         | 8–10 marca 1996          | Globen Arena                  | Niemcy                  |
| 25. | HME 1998 | Walencja      | Hiszpania       | 27 lutego – 1 marca 1998 | Luis Puig Palace              | Niemcy                  |
| 26. | HME 2000 | Gandawa       | Belgia          | 25–27 lutego 2000        | Topsporthal Vlaanderen        | Rosja                   |
| 27. | HME 2002 | Wiedeń        | Austria         | 1–3 marca 2002           | Ferry-Dusika-Hallenstadion    | Rosja                   |
| 28. | HME 2005 | Madryt        | Hiszpania       | 4–6 marca 2005           | Palacio de Deportes           | Rosja                   |
| 29. | HME 2007 | Birmingham    | Wielka Brytania | 2–4 marca 2007           | National Indoor Arena         | Wielka Brytania         |
| 30. | HME 2009 | Turyn         | Włochy          | 6–8 marca 2009           | Oval Lingotto                 | Rosja                   |
| 31. | HME 2011 | Paryż         | Francja         | 4–6 marca 2011           | Bercy Arena                   | Francja                 |
| 32. | HME 2013 | Göteborg      | Szwecja         | 1–3 marca 2013           | Scandinavium                  | Rosja                   |
| 33. | HME 2015 | Praga         | Czechy          | 6–8 marca 2015           | O2 Arena                      | Rosja                   |
| 34. | HME 2017 | Belgrad       | Serbia          | 3–5 marca 2017           | Belgradzka Arena              | Polska                  |
| 35. | HME 2019 | Glasgow       | Wielka Brytania | 1–3 marca 2019           | Commonwealth Arena            | Polska                  |
| 36. | HME 2021 | Toruń         | Polska          | 4–7 marca 2021           | Arena Toruń                   | Holandia                |
| 37. | HME 2023 | Stambuł       | Turcja          | 2–5 marca 2023           | Ataköy Atletizm Salonu        | Norwegia                |
| 38. | HME 2025 | Apeldoorn     | Holandia        | 6–9 marca 2025           | Omnisport                     | Holandia                |
| 39. | HME 2027 | Walencja      | Hiszpania       | 4–7 marca 2027           | Luis Puig Palace              |                         |

## Klasyfikacja medalowa wszech czasów
Stan po HME 2025.
| Miejsce | Reprezentacja   | Złoto | Srebro | Brąz | Razem |
| ------- | --------------- | ----- | ------ | ---- | ----- |
| 1       | ZSRR            | 116   | 107    | 104  | 327   |
| 2       | NRD             | 87    | 83     | 58   | 228   |
| 3       | Wielka Brytania | 78    | 73     | 57   | 208   |
| 4       | RFN             | 72    | 72     | 58   | 202   |
| 5       | Polska          | 70    | 66     | 83   | 219   |
| 6       | Rosja           | 59    | 50     | 42   | 151   |
| 7       | Francja         | 55    | 46     | 76   | 177   |
| 8       | Włochy          | 39    | 42     | 35   | 116   |
| 9       | Hiszpania       | 35    | 50     | 40   | 125   |
| 10      | Holandia        | 32    | 22     | 25   | 79    |
| 11–48   | Pozostałe       | 351   | 368    | 408  | 1127  |
| Razem   | Razem           | 994   | 979    | 986  | 2959  |